# .30-03 Springfield
El .30-03 Springfield fue un cartucho de corta existencia desarrollado en Estados Unidos en 1903 para reemplazar al .30-40 Krag en el nuevo fusil Springfield M1903. Este cartucho también fue llamado .30-45, porque tenía una carga propulsora de 2,9 g (45 granos); su nombre fue cambiado a .30-03 para indicar el año de adopción. Montaba una bala de punta redonda de 14 g (220 granos). Fue reemplazado después de solo tres años de servicio por el .30-06 Springfield, que montaba una bala Spitzer y le otorgaba un mejor desempeño balístico.

## Desarrollo inicial
El .30-03 Springfield fue desarrollado para reemplazar al cartucho .30-40 Krag utilizado en el Krag-Jørgensen, que era el primer fusil de cerrojo adoptado por el Ejército estadounidense, y el primero que usó cartuchos con  pólvora sin humo. El fusil Krag-Jørgensen tenía algunas importantes limitaciones en comparación con los nuevos fusiles Mauser utilizados por los ejércitos europeos; su depósito se recargaba con una bala a la vez, en lugar de utilizar un peine, mientras que el único tetón de acerrojado del cerrojo del Krag–Jørgensen hacía que fuese mucho más débil que el cerrojo con dos tetones del Mauser, limitando así la potencia del cartucho. Se diseñó un nuevo fusil, tomando como modelo al Mauser, al mismo tiendo que se diseñaba un nuevo cartucho para éste. El nuevo cartucho era más potente, con una carga propulsora de 2,9 g (45 granos) de pólvora sin humo, 0,3 g (5 granos) más que la del .30-40 Krag. La bala era idéntica, encamisada con punta redonda, de calibre 7,62 mm (.30) y con un peso de 14 g (220 granos), alcanzaba una velocidad de 700 m/s, en comparación con los 610 m/s del .30-40 Krag. El nuevo fusil también fue el primero en marcar la tendencia de fusiles de infantería cortos; su cañón de 610 mm estaba a medio camino entre la longitud del fusil estándar y la carabina empleada por la Caballería, por lo tanto el Springfield M1903 no tuvo una variante carabina. El cartucho .30-03 Springfield también fue un diseño sin pestaña, que permitía una mejor alimentación a través del depósito interno fijo que el casquillo con pestaña del viejo .30-40 Krag. El fusil de palanca Winchester Modelo 1895 fue vendido desde 1905 calibrado para el .30-03 Springfield, pero tuvo pocas ventas en comparación con aquellos fusiles que empleaban el .30-06 Springfield puestos en venta en 1908.

## Problemas
El cartucho .30-03 Springfield los tuvo desde el principio. Causaba un severo desgaste del ánima del fusil, debido a las altas presiones y temperaturas necesaras para propulsar la pesada bala a la velocidad deseada. La bala pesada también fue un problema; la bala de 14 g (220 granos) era aerodinámicamente ineficaz y tenía una trayectoria muy curva, por lo que no era muy adecuada para disparos a largo alcance. Además era obsoleta, ya que la mayoría de países estaban adoptando cartuchos de 7 u 8 mm que montaban balas ligeras Spitzer de unos 9,7 g (150 granos) y alcanzaban altas velocidades al disparar. Esto ofrecía una mejor conservación de la energía y una trayectoria más plana. El .30-03 Springfield fue ligeramente acortado al cortarle 1,8 mm (0,07 pulgadas) de su cuello, la pólvora fue reformulada para arder con menores temperaturas y la bala de punta redonda fue cambiada por una bala Spitzer de 9,7 g (150 granos), dando origen al .30-06 Springfield.

Como el nuevo .30-06 Springfield era más corto que el.30-03 Springfield, se podía disparar desde el fusil M1903, pero con mala precisión. Todos los fusiles M1903 fueron llevados a los arsenales, equipados con la bayoneta y los mecanismos de puntería del fusil M1905 y modificados para el nuevo cartucho .30-06 Springfield. Este último procedimiento se hizo desenroscado los cañones, fresando el extremo de cada recámara, retrazando las estrías del ánima, ajustando la recámara y enroscándolos de vuelta en los cajones de mecanismos de los fusiles.
Así terminó la corta vida del .30-03 Springfield; de los aproximadamente 75.000 fusiles fabricados, no más de un puñado de fusiles M1903 originales quedaron sin modificar para disparar el .30-06 Springfield (las estimaciones van de 50 a 100 fusiles), pasando a ser valiosos artículos de colección. Incluso el cartucho .30-03 Springfield es una rareza, encontrándose solo en colecciones de cartuchos raros. El cartucho .270 Winchester se basó en la reducción del diámetro del cuello de un casquillo de .30-03 Springfield para conservar una longitud similar con la del hombro de éste.